# 人马座ρ
人马座ρ这个名字被位于人马座两颗相隔0.46°的恒星分享——人马座ρ¹和人马座ρ²。由于人马座ρ¹和人马座ρ²的位置接近黄道，故经常被月球所遮掩。此外，太阳系的行星如水星与金星等也可能遮掩它，但这现象非常罕见。下一次被行星遮掩将发生在2046年2月23日，人马座ρ¹被金星遮掩。

## 人马座ρ¹
人马座ρ²，中文名建五 ，佛兰斯蒂德命名法为人马座44，是一颗F0型次巨星。它的视星等为+3.93，距离地球122光年。

## 人马座ρ²
人马座ρ²，中文名建增八，佛兰斯蒂德命名法为人马座45，是一颗K0型巨星。它的视星等为+5.84，距离地球359光年。